# Jôkokuïta
La jôkokuïta és un mineral de la classe dels sulfats que pertany al grup de la calcantita.

## Característiques
La jôkokuïta és un sulfat de fórmula química Mn²⁺(SO₄)(H₂O)₄·H₂O. Cristal·litza en el sistema triclínic en forma estalactítico massiva, de fins a 5 centímetres de llarg. La seva duresa a l'escala de Mohs és 2,5. Es deshidrata a ilesita a l'aire sec.
Segons la classificació de Nickel-Strunz, la jôkokuïta pertany a «07.CB: Sulfats (selenats, etc.) sense anions addicionals, amb H₂O, amb cations de mida mitjana» juntament amb els següents minerals: dwornikita, gunningita, kieserita, poitevinita, szmikita, szomolnokita, cobaltkieserita, sanderita, bonattita, aplowita, boyleita, ilesita, rozenita, starkeyita, drobecita, cranswickita, calcantita, pentahidrita, sideròtil, bianchita, chvaleticeïta, ferrohexahidrita, hexahidrita, moorhouseïta, niquelhexahidrita, retgersita, bieberita, boothita, mal·lardita, melanterita, zincmelanterita, alpersita, epsomita, goslarita, morenosita, alunògen, metaalunògen, aluminocoquimbita, coquimbita, paracoquimbita, romboclasa, kornelita, quenstedtita, lausenita, lishizhenita, römerita, ransomita, apjohnita, bilinita, dietrichita, halotriquita, pickeringita, redingtonita, wupatkiïta i meridianiïta.

## Formació i jaciments
Es troba en forma d'eflorescències en zones oxidades a les explotacions mineres, aparentment dipositada a partir d'aigües de mina a 25◦C. Sol trobar-se associada a altres minerals com: guix, szmikita, ilesita, rozenita, sideròtil, ferrohexahidrita, mal·lardita, melanterita i goslarita. Va ser descoberta l'any 1978 a la mina Johkoku, a Kaminokuni, a la subprefectura d'Hiyama (Hokkaido, Japó).